# Hà Thượng
Hà Thượng là một xã thuộc huyện Đại Từ, tỉnh Thái Nguyên, Việt Nam.

## Địa lý
Xã Hà Thượng nằm ở phía đông huyện Đại Từ, có vị trí địa lý:
- Phía đông giáp xã Cù Vân
- Phía tây giáp thị trấn Hùng Sơn
- Phía nam giáp xã Tân Thái
- Phía bắc giáp xã Phục Linh và xã Tân Linh.

Xã Hà Thượng có diện tích 14,87 km², dân số năm 1999 là 5.879 người, mật độ dân số đạt 395 người/km².
Quốc lộ 37 và tuyến đường sắt Quan Triều - Núi Hồng chạy qua địa bàn xã.

## Hành chính
Xã Hà Thượng được chia thành 13 xóm: 1, 2, 3, 4, 5, 6, 7, 8, 9, 10, 11, 12, 13.

## Kinh tế
Trên địa bàn xã có mỏ than Làng Cẩm với trữ lượng 1,6 triệu tấn than mỡ, mỏ thiếc với trữ lượng 13.000 tấn.